# Agori Barhar
Agori-Barhar fou un antic principat de l'Índia a l'Oudh, als moderns districtes Sonbhadra i Marzapur, dividit en dues parganes (Agori i Barhar) amb un total de 29.476 km², sent l'estat més gran de les Províncies Unides d'Agra i Oudh.
Fou fundat pels descendents de Paramardi Deva (segona meitat del segle XII) senyor de Mahoba i Khajurao, expulsat temporalment per Prithviraj III de Delhi; encara que ell mateix i dos fills van recuperar breument el seu principat, en van acabar expulsats i els nets Barimal i Bharimal es van apoderar d'Agori, Barhar i Bardi, possessió del raja de Kaharwar i el primer va fundar el principat d'Agori-Barhar i el segon el de Bardi. Conquerit per Benares vers el 1745, després de la rebel·lió de Chet Singh de Benares, un membre de la casa reial va servir amb eficàcia a Warren Hastings (al que fins i tot va salvar la vida una vegada) i el governador britànic li va retornar el zamindari d'Agori-Barhar amb títol de raja per un sanad (decret) de 9 d'octubre de 1781.

## Llista de prínceps (raja)
- Paramardi Deva vers 1165-1200 de Mahoba i Khajurao
- Trailokya Varman, de Mahoba i khajuraro vers 1203
- Samarjit, de Mahoba i Khajurao vers 1203
- Barimal, primer raja d'Agori i Barhar
- Sansar Braham, finals del segle XIII, derrotat i mort pels prínceps de Kaharwar
- Oren Dave, va reconquerir el principat al segle XIV
- Ramji Shah
- Surya Shah
- Shalivahan Shah
- Dandurai Shah
- Dipanarayan Singh
- Madan Shah
- Sujan Shah
- Lal Shah
- Achal Shah
- Fateh Bahadur Singh Shah
- Shankar Shah
- Shambu Shah, expulsat el 1745 pel raja de Benares que va dominar el principat uns 35 anys
- a Benares 1745-1781
- Adil Shah 1781-1794 (net), restaurat per Warren Hastings
- Ranbahadur Shah 1794- ?
- Makaradhwaja Shah.
- Raghunath Shah
- Kaishav Sharan Shah ?-1871
- Rani Vedsharan Kunwari 1871-1916
- Tejbali Singh Shah 1916-1918
- Sharda Mahesh Prasad Singh Shah 1918-1946
- Anand Braham Shah 1946-1949/1971
- Aushan Braham Shah 1971-[1]